# Asyndetus tibialis
Asyndetus tibialis är en tvåvingeart som först beskrevs av Thomson 1869.  Asyndetus tibialis ingår i släktet Asyndetus och familjen styltflugor.
Artens utbredningsområde är Ecuador. Inga underarter finns listade i Catalogue of Life.